# Alessandro Resch
Alessandro Resch (Avezzano, 1892. november 19. – Avezzano, 1966. január 8.) egy olasz vadászpilóta volt. Első világháborús szolgálata során 5 légi győzelmet ért el, így ászpilótaként lett híres.

## Élete
Resch 1892-ben született.
1916 nyarán elvégezte a pilótaképzést és még ebben az évben aktív frontszolgálatra küldik. Néhány bevetés után váratlanul megsérült, így hónapokra fel kellett függesztenie a repülést. Visszatérése után 1917. december 12-én, a 70a repülőszázadhoz osztották be. 1917-ben megszerezte első légi győzelmét.
1918. április 17-én szerzett három légi győzelmet. Hanriot HD.1-es vadászgépével. A háború során még egy légi győzelmet szerzett.
A háború után polgári pilóta lett, és 1935-ig több mint 500 000 kilométert repült. Resch fia, Arturo is az olasz légierő pilótája lett, az 50-es években.
Resch 1966-ban hunyt el, 74 éves korában.

## Légi győzelmei
| No. | Dátum             | Egység | Repülőgépe   | Csata helye   |
| --- | ----------------- | ------ | ------------ | ------------- |
| 1   | 1917              | -      | -            | -             |
| 2   | 1918. április 17. | 70ª    | Hanriot HD.1 | Valdobbiadene |
| 3   | 1918. április 17. | 70ª    | Hanriot HD.1 | Valdobbiadene |
| 4   | 1918. április 17. | 70ª    | Hanriot HD.1 | Valdobbiadene |
| 5   | 1918. július 12.  | 70ª    | -            | Bottat        |